# HD 42954
HD 42954，又名BD+17 1182，SAO 95419、HR 2214，是一颗恒星，视星等为5.88，位于銀經192.85，銀緯0.24，其B1900.0坐标为赤經6h 8m 38.1s，赤緯+17° 0.24′ 5″。